# Холмс (гора)
Эта статья — о горе в США. О горе в Антарктиде см. Холмс (гора, Антарктида).
Холмс (англ. Mount Holmes) — гора, расположенная в северо-западной части Йеллоустонского национального парка в округе Парк (штат Вайоминг, США). Имея высоту 3150 м, является 31-й по высоте горой штата.
Холмс входит в состав горного хребта Галлатин (его крайняя южная точка), который сам является частью Скалистых гор. На горе берёт своё начало речушка Индиан-Крик — приток реки Гарднер. Подле вершины горы расположена станция рейнджеров, откуда ведётся постоянный мониторинг лесных пожаров и погоды. Близ горы проходит маршрут «Тропа Бэннок». Подъём на вершину Холмса осуществляется по маршруту длиной 17,4 км.
Впервые данная гора отмечена на карте исследователя, инженера, генерала (на тот момент — капитана) армии США Уильяма Рейнольдса в 1860 году под названием Галлатин. До 1878 года кроме этого для вершины также регулярно употреблялось название Мэдисон в связи с её близостью к реке Мэдисон. Гора относительно проста для восхождения; впервые была покорена в 1878 году географом Генри Ганнеттом и исследователем, антропологом, археологом, художником, иллюстратором, картографом, скалолазом, геологом и музейным куратором Уильямом Холмсом. Ганнетт дал горе новое имя — Холмс — в честь своего компаньона по восхождению и друга.